# Tête Carrée
La cima Tête Carrée (2.865 m s.l.m.) è una montagna facente parte delle Alpi Marittime che si trova nel dipartimento delle Alpi dell'Alta Provenza, e più in particolare del Parco nazionale del Mercantour.

## Galleria d'immagini

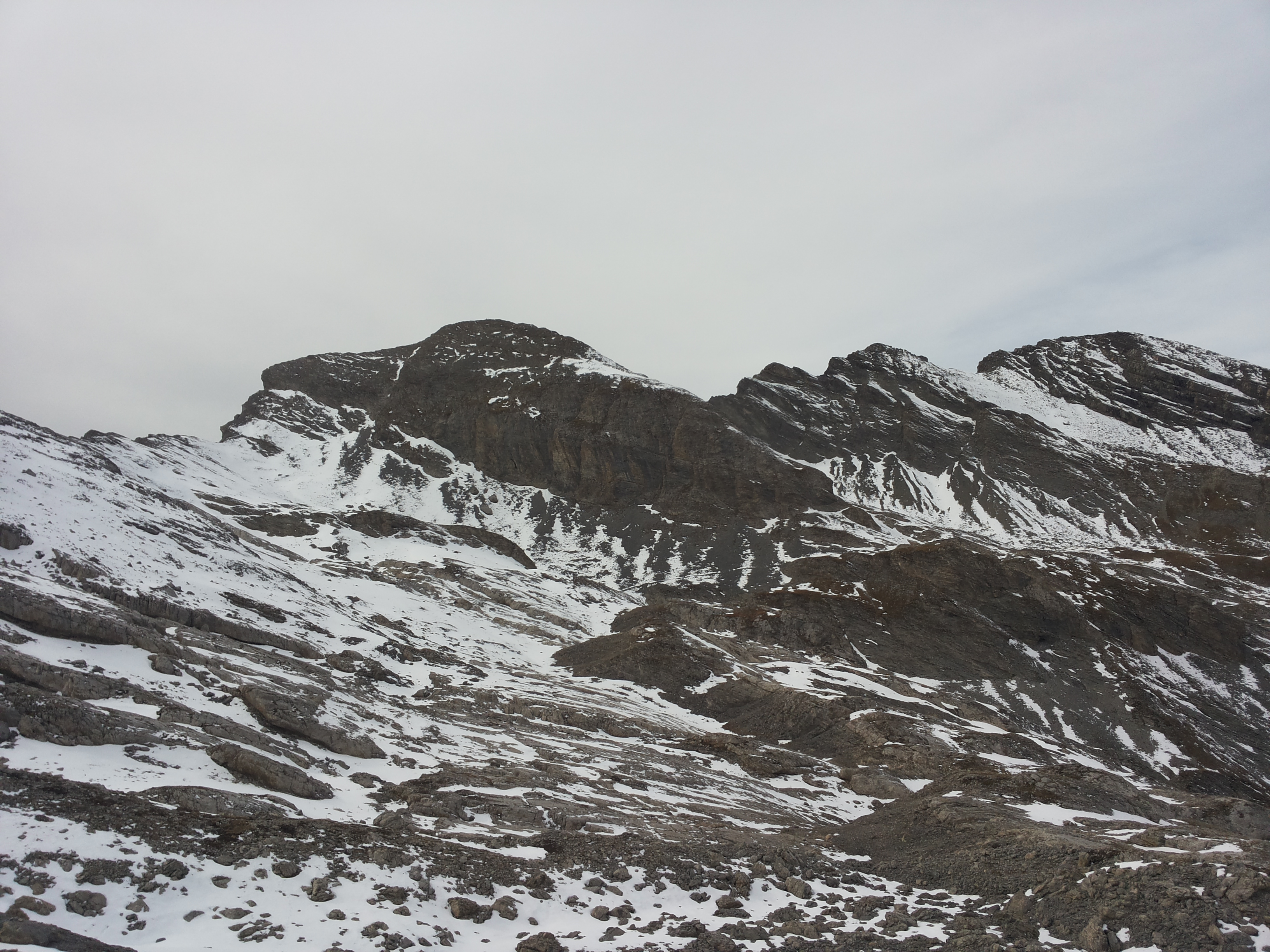
Vista della cima da Pas de la Cavale.
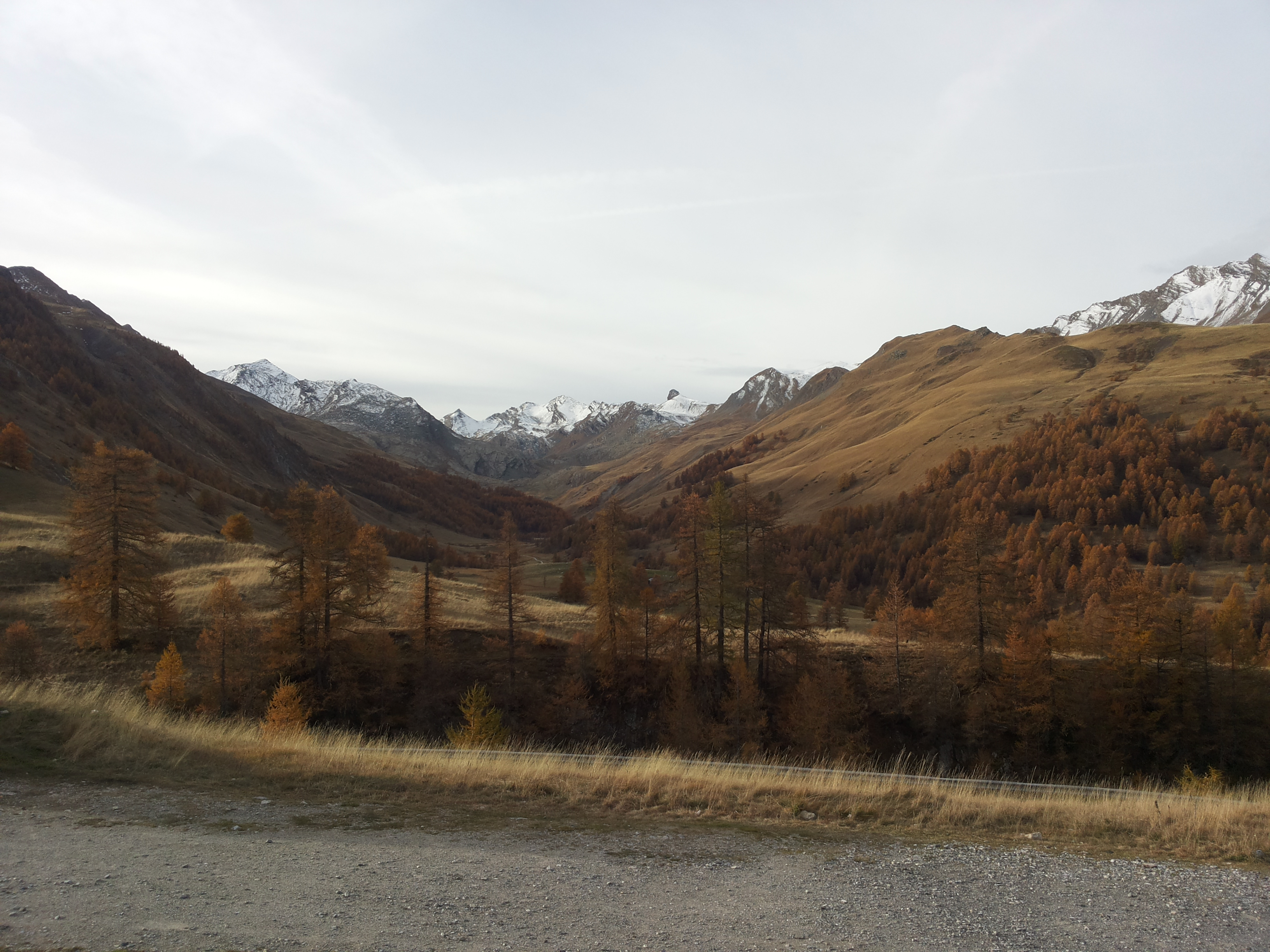
Vista generica dalla strada D900 del Vallon du Lauzanier, che dal colle della Maddalena scende verso Larche. Con la sua tipica forma squadrata spunta la particolare cima.